# Parque Natural Municipal do Morro da Cruz
O Parque Natural Municipal do Morro da Cruz é uma unidade de conservação localizada no Morro da Cruz, no município brasileiro de Florianópolis.

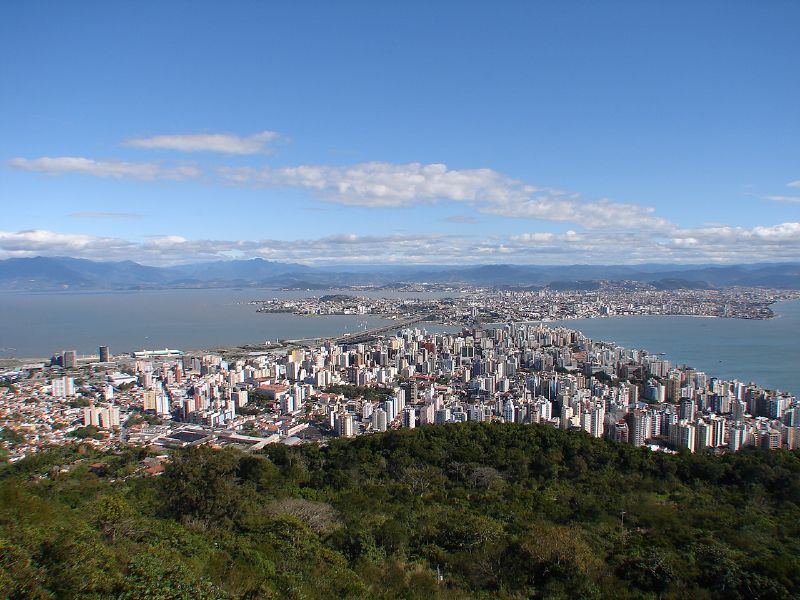
Vista do centro, baía norte e região continental de Floripa a partir do mirante.

## Descrição
O parque fica localizado num dos pontos mais elevados da Ilha de Santa Catarina (com 285 metros), no maciço do Morro da Cruz. Ele cobre um área de cerca de 1 305 800 metro quadrados (130 ha) no alto do morro e dispõe de um mirante do qual é possível ter ampla visualização das baías sul e norte além da área continetal de Florianópolis. O morro é circundado pelos bairros do Saco dos Limões e Trindade (à leste), Agronômica (ao norte), José Mendes (ao sul) e centro (à oeste). O parque conta com dois parques infantis, duas quadras esportivas, duas áreas com equipamentos de ginástica, banheiros, quatro trilhas (Pedra dos Gaviões com 140 metros, Rendeira com 180 metros, João Cavalheiro 250 metros e Caboatás com 280 metros), além do mirante e estacionamento para aproximadamente 50 veículos.
Dois acessos são possíveis para o parque, pela Avenida do Antão ou pela rua General Vieira da Rosa.

### Fauna
No parque, podem ser avistados mamíferos como Cutia e Gamba, além de répteis como o Lagarto, e diferentes espécies de aves como a Saracura, a Gralha Azul e o Pica-Pau.

### Flora
A flora do parque é típica da Mata Atlântica, do tipo floresta ombrófila densa em estágios variados, ainda que secundária, incluindo espécies com a Palmeira Juçara, Canela Sassafrás, Guarapuvu, Embaúba, Camboatá, e também espécimes frutíferas nativas, como a Pitangueira, Jabuticabeira, Grumixama, Araçá e o Jerivá.

## Histórico
A criação do conselho cosultuvo para preservação da área se deu em 2009, mas o parque somente adquiriu o título de Parque Natural Municipal (Lei 9.985/2000 - SNUC) em 2013 sob a protegida pela Lei 9.321 daquele ano (sancionada pelo prefeito César Souza Junior).
Entre 2010 e 2011, foram investidos R$ 1,7 milhões para construção de melhorias no parque. Destes, 71% dos recursos foram provenientes do governo federal (presidenta Dilma Rousseff) e 29% do governo municipal (prefeito Dário Berger).
Em 2013, na ocasião da celebração dos 90 anos da fundação do clube catarinense de futebol Avaí, foram plantadas 50 mudas de árvores no parque. Além destas, os integrantes do clube também plantaram mudas no Parque Municipal da Lagoa do Peri e no Parque Ecológico do Córrego Grande num total de 150 mudas de árvores.
Em fevereiro de 2020, a câmara de vereadores de Florianópolis alterou a Lei 9.321 de 2013 a fim de regulamentar a presença de residências dentro dos limites do parque, as quais já existiam anteriormente à criação desta unidade de preservação.

## Pesquisa
O parque bem como as comunidades nos entornos do Morro da Cruz são envolvidas em diversas ações relacionadas à Universidade Federal de Santa Catarina. Alguns exemplos:
- Sobre o impacto do parque urbano na vida da população (Cascaes, Guilherme B. T. 2018);[8]
- Sobre o monitoramento de áreas de preservação (Rebollar, Nora A. P. 2012);[9]
- Sobre experiência política e pedagógica (Dantas, Jeferson S. 2012);[10]
- Sobre a memória coletiva da comunidade (Assunção, Andréia C. 2012);[11]
- Sobre aluguel social (Bolsoni, Gabriele B. 2011);[12]
- Sobre níveis de radiação eletromagnética em diferentes pontos ao redor do Morro da Cruz (Wollinger, Paulo R. 2003);[13]

## Imagens

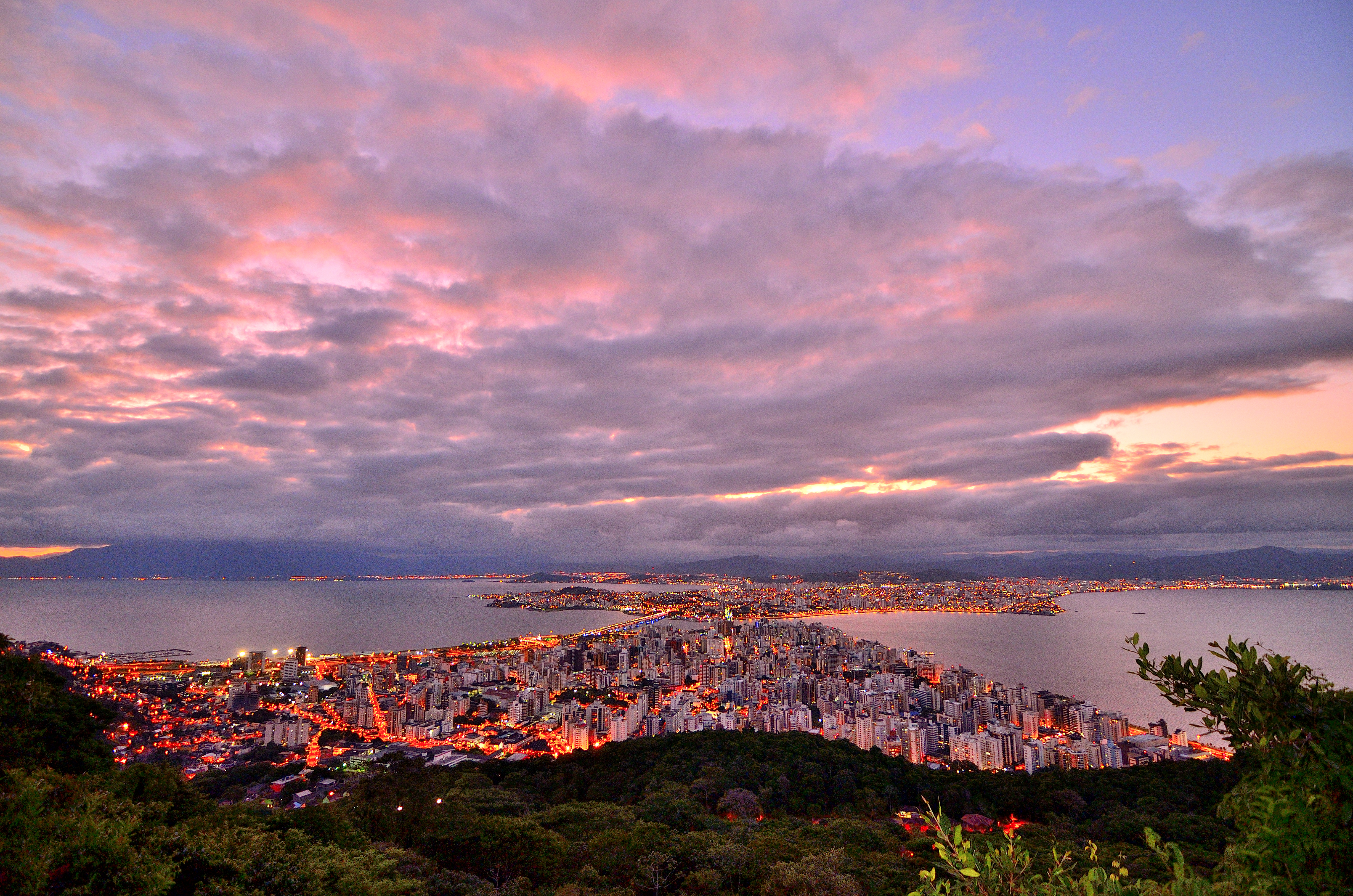
Vista para as pontes
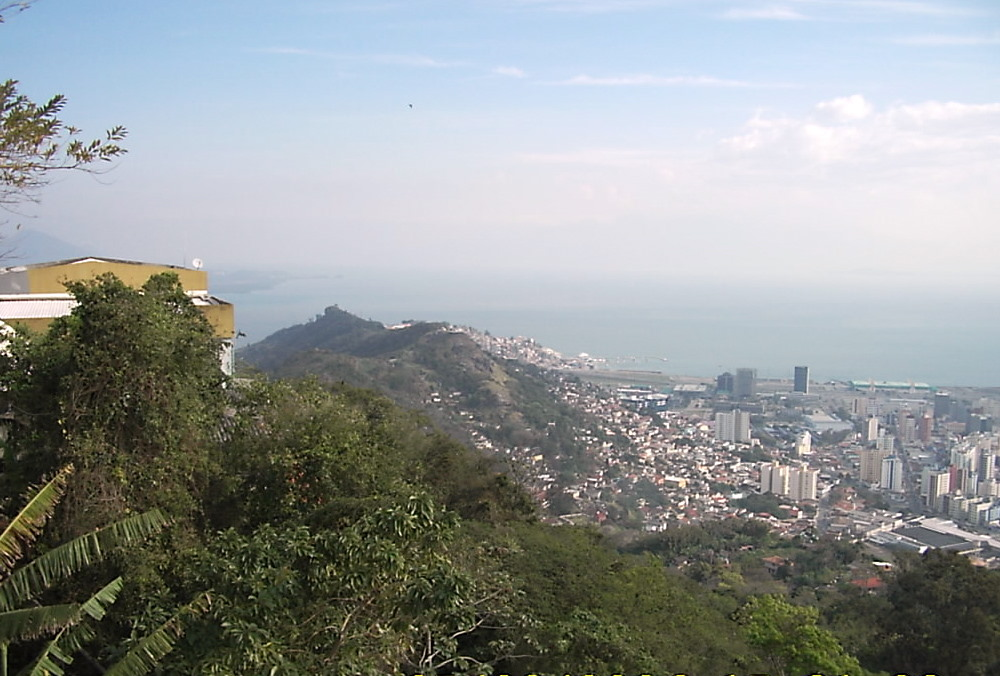
Vista para o bairro José Mendes
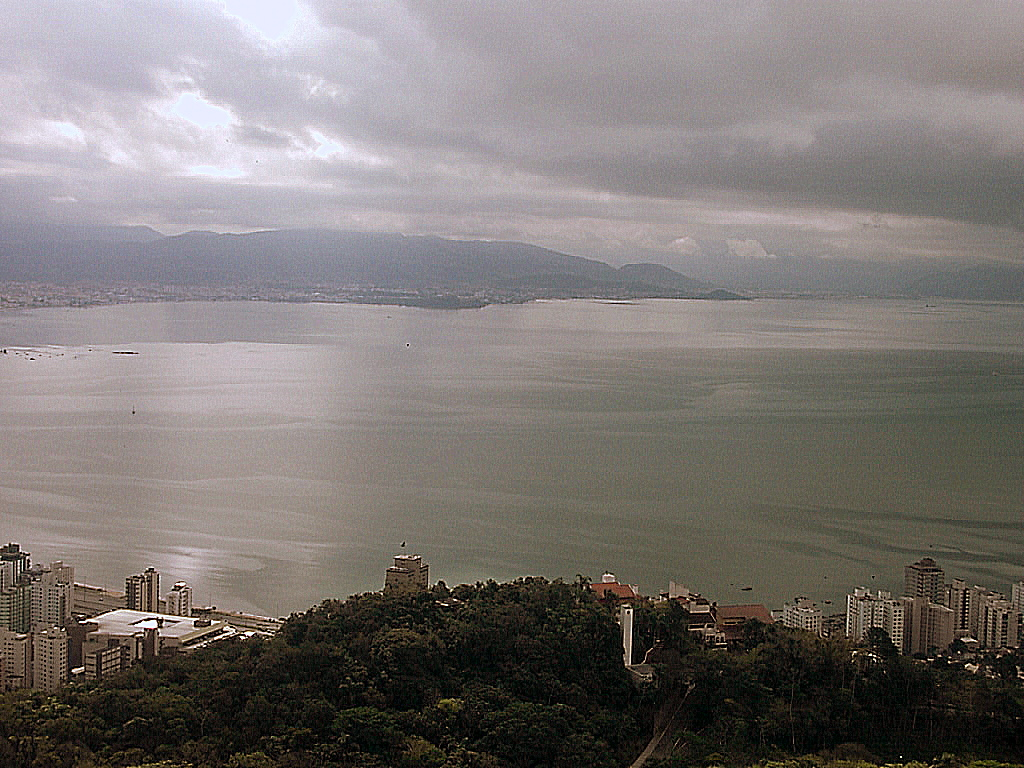
Vista para Baía Norte com os municípios de São José e Biguaçu ao fundo
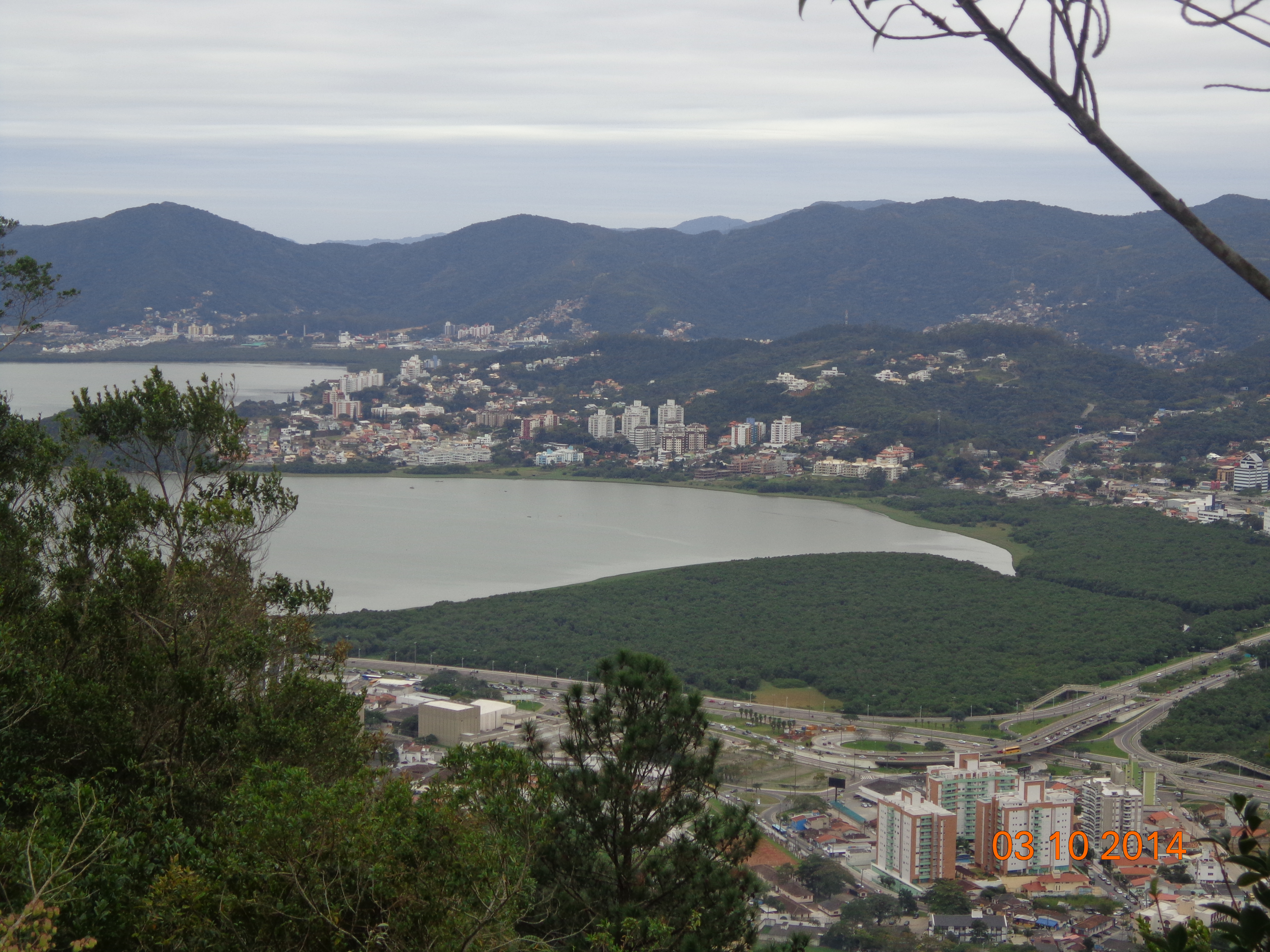
Vista para o bairro Trindade com o Manguezal do Itacorubi ao centro
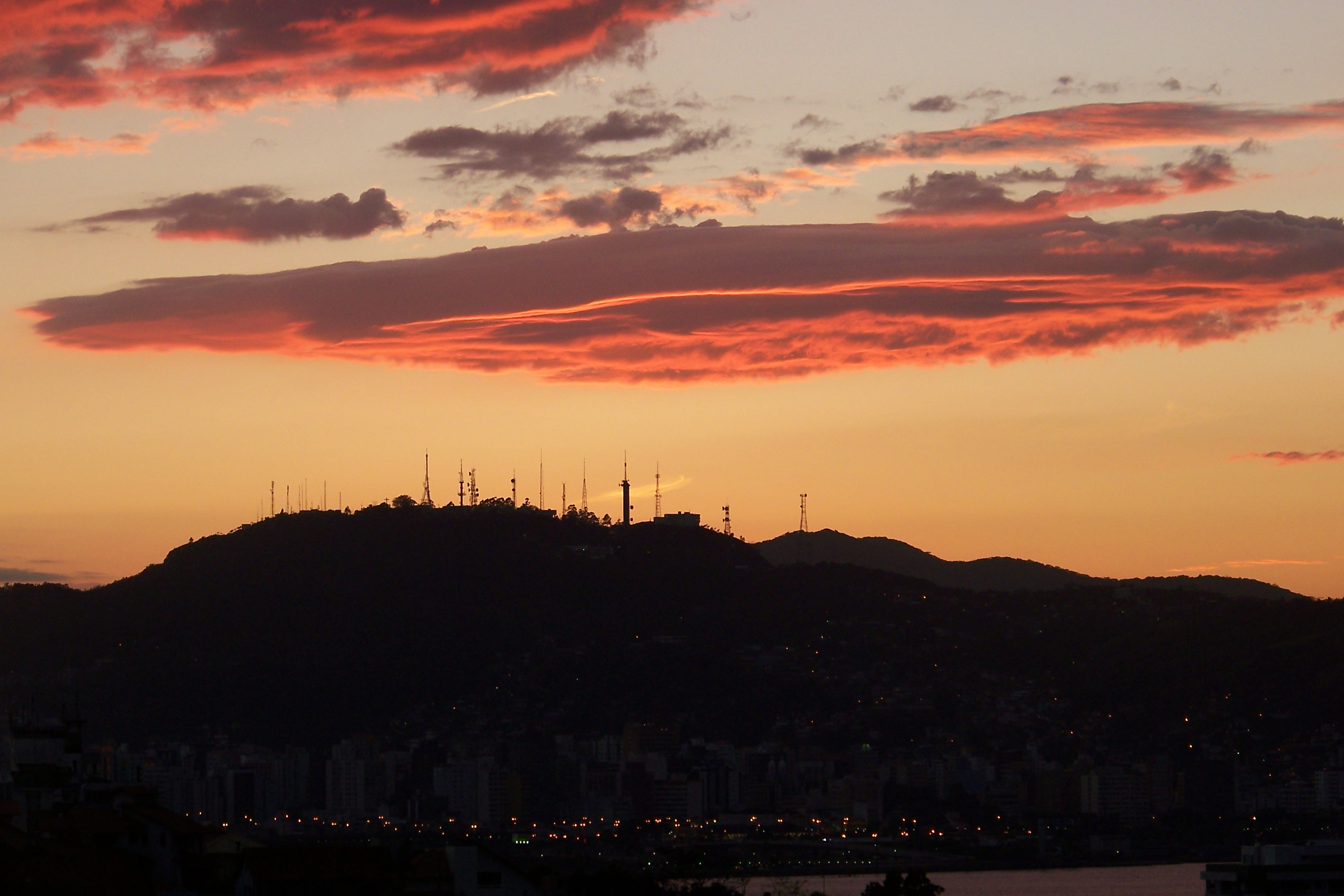
Vista para o Morro da Cruz no amanhecer, detalhe do relevo e antenas de rádio e TV
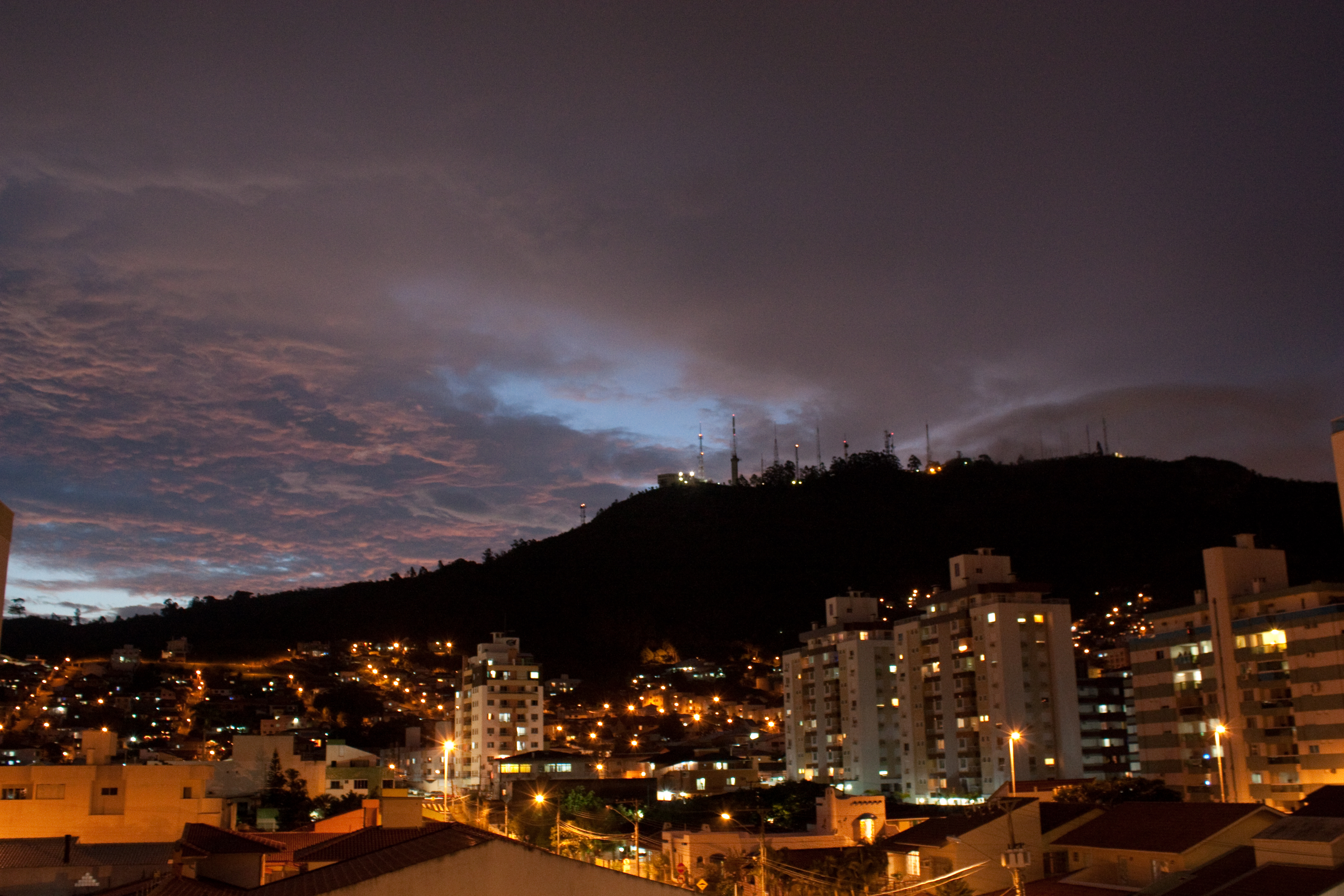
Vista para o Morro da Cruz no anoitecer a partir do bairro Trindade